# Fostul orfelinat de femei din Roma
Fostul orfelinat de femei din Roma, cunoscut și sub numele de Orfelinatul Marcigliana, este situat în zona Marcigliana, în moșia Bufalotta, pe str. Bartolomea Capitanio.

## Istoric
A fost construit la inițiativa senatorului Carlo Scotti pe moșia Coloniei Agricole Romane Bufalotta, pe un teren deținut de Pio Istituto della Santissima Annunziata din Roma, în cadrul Rezervația Naturală Marcigliana.
Inițial a fost folosit ca orfelinat pentru femei și, după război, a fost transformat în spital de geriatrie și apoi închis definitiv în anii 1980, lăsând clădirea în stare de neglijare. 
În 1977 a fost filmat un episod din filmul Noii monștri și în 1978 scenele din azilul filmului Trupa cocoșatului, unde apare structura numită „Spitalul psihiatric Santa Maria della Pietà”.